# Robert Wood (antiquário)

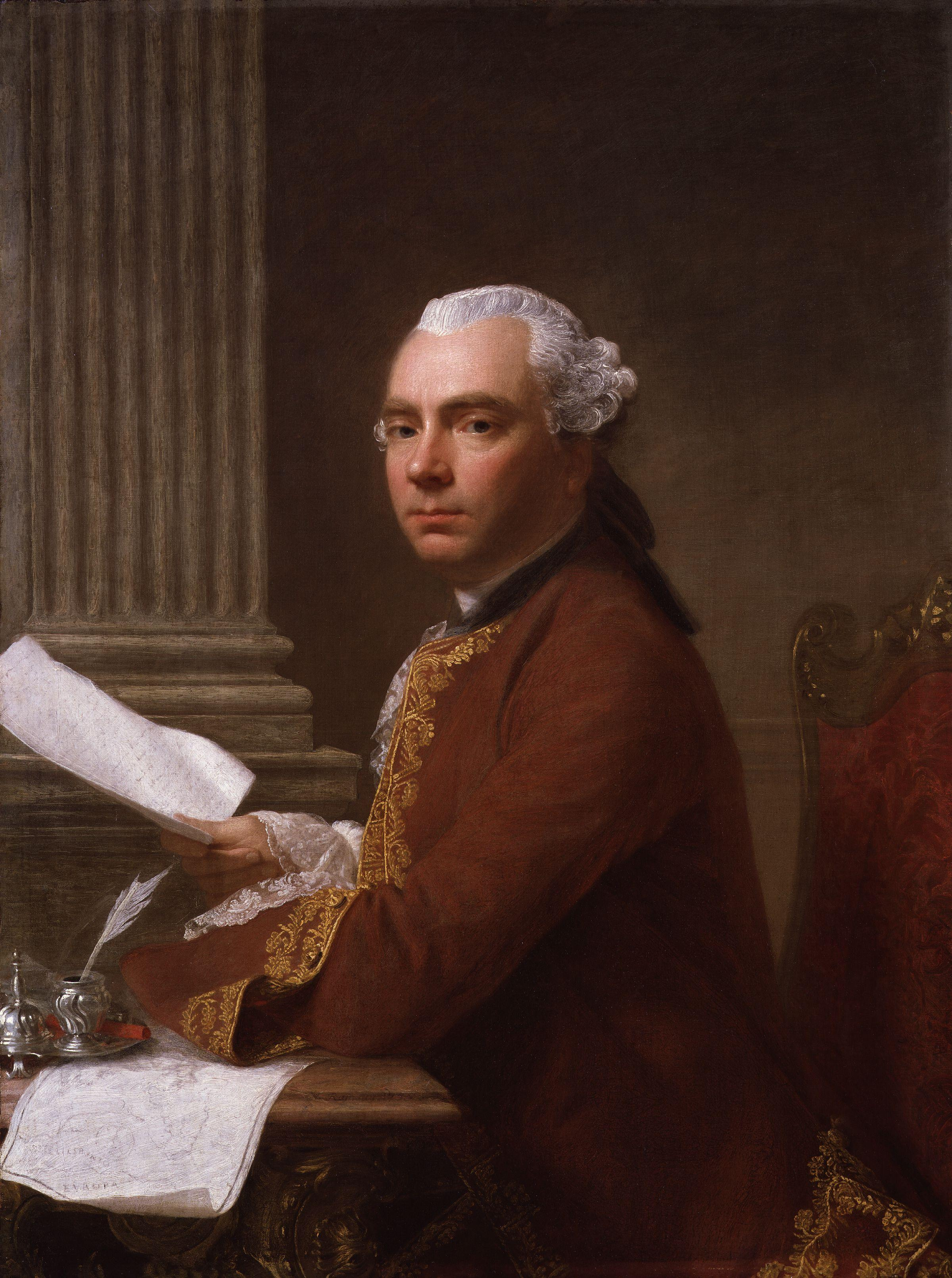
Robert Wood, por Allan Ramsay.

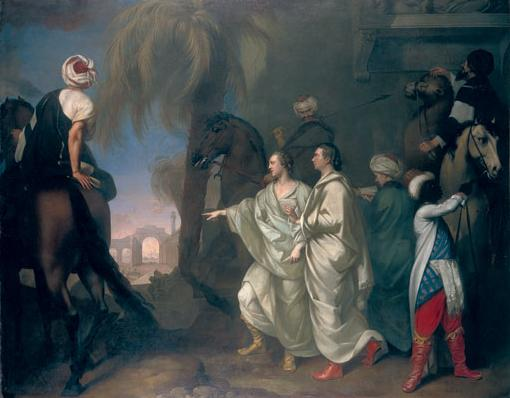
James Dawkins e Robert Wood descobrindo as ruínas de Palmira, por Gavin Hamilton (1758)

Robert Wood (1717 – 9 de setembro de 1771) foi um viajante irlandês e britânico, estudioso de literatura clássica, funcionário público e político.
Ele foi filho do reverendo James Wood de Summerhill, Condado de Meath, e estudou na Universidade de Glasgow (1732) e em Middle Temple (1736). Seu pai era patrono do político Hercules Rowley de Summerhill House.
Em 1750-1751, Wood viajou pela região histórica de Levante com dois estudiosos ricos e jovens de Oxford, James Dawkins e John Bouverie, que morreu de febre no início da expedição, e um desenhista italiano, Giovanni Battista Borra. O objetivo principal foi explorar a região de Trôade e localizar os principais locais mencionados por Homero. Um relato da biblioteca que Wood reuniu para sua viagem aborda como ele administrou e adicionou à sua coleção durante sua viagem. 
Seguindo para o sul em direção à Síria, eles fizeram medições e desenhos detalhados das antigas ruínas romanas de Palmira e Baalbek. Os resultados foram publicados em 1753 e 1757 em edições nas línguas inglesa e francesa e foram duas das primeiras publicações sistemáticas de edifícios antigos. Ambas as obras tiveram grande influência na arquitetura neoclássica da Grã-Bretanha, Europa Continental e América. De 1753 à 1756, Robert foi tutor e companheiro de viagem (ou Bear-leader, como esses homens eram conhecidos na época) do jovem Duque de Bridgewater, o nobre mais rico da Inglaterra, durante a realização do Grand Tour .
Em 1756, Wood foi nomeado subsecretário do secretário de Estado pelo departamento do sul, que inicialmente era Pitt, o Velho . Granville citou uma certa passagem da Ilíada de Homero para Wood quando assinou o Tratado de Paris em seu leito de morte, em 1763. Tal passagem se refere a um ensaio que Wood publicou sobre Homero em 1765, no qual afirmava que o verdadeiro conhecimento só pode vir depois que alguém tiver a oportunidade de avaliar sua própria sociedade em relação às outras. Em 1764, seguindo as instruções do Secretário de Estado Halifax, Wood agiu sob um mandado de assistência para apreender os documentos de John Wilkes, que posteriormente ganhou uma indenização de £ 1.000 de Wood por invasão de propriedade.
Em 1761, Wood foi eleito membro do Parlamento pelo distrito de Brackley, que pertencia ao Duque de Bridgewater, em Northamptonshire e continuou a representá-lo até sua morte. Ele também foi Mestre das Revelações na Irlanda e durante um tempo houve rumores de que ele seria nomeado Secretário do Lorde-Tenente da Irlanda, mas o Lorde-Tenente se opôs ao "caráter público e privado" de Wood, bem como às suas condições de nascimento (se referindo a sua origem pobre), portanto a nomeação nunca foi feita.
Após sua morte em 9 de setembro de 1771, Wood foi enterrado perto de sua casa em Putney, no Putney Old Burial Ground, em um sarcófago de mármore branco gravado com um epitáfio escrito por Horace Walpole . Ele se casou com Ann, filha de Thomas Skottowe, com quem teve dois filhos e uma filha. Um dos filhos, Robert, também foi deputado.

## Escritos
- Les ruines de Palmyre, autrement dite Tedmor, au desert. London (1753).
- The ruins of Palmyra; otherwise Tedmor in the desart. London (1753).
- Les Ruines de Balbec, autrement dite Heliopolis dans la Coelosyrie. London (1757).
- The ruins of Balbec, otherwise Heliopolis in Coelosyria. London (1757).
- An essay on the original genius of Homer. London (1769).

## Links externos
- Preface to the Ruins of Palmyra.
- www.saudiaramcoworld.com
- «Wood, Robert». Oxford Dictionary of National Biography online ed. Oxford University Press. doi:10.1093/ref:odnb/29891 (Requer Subscrição ou ser sócio da biblioteca pública do Reino Unido.)

1. ↑  Finnegan, Rachel; Mulvin, Lynda (6 de Janeiro de 2022). The Life and Works of Robert Wood: Classicist and Traveller (1717-1771) (em inglês). [S.l.]: Archaeopress Publishing Ltd. ISBN 9781803271774. Consultado em 21 de março de 2025